# Transdermales Implantat

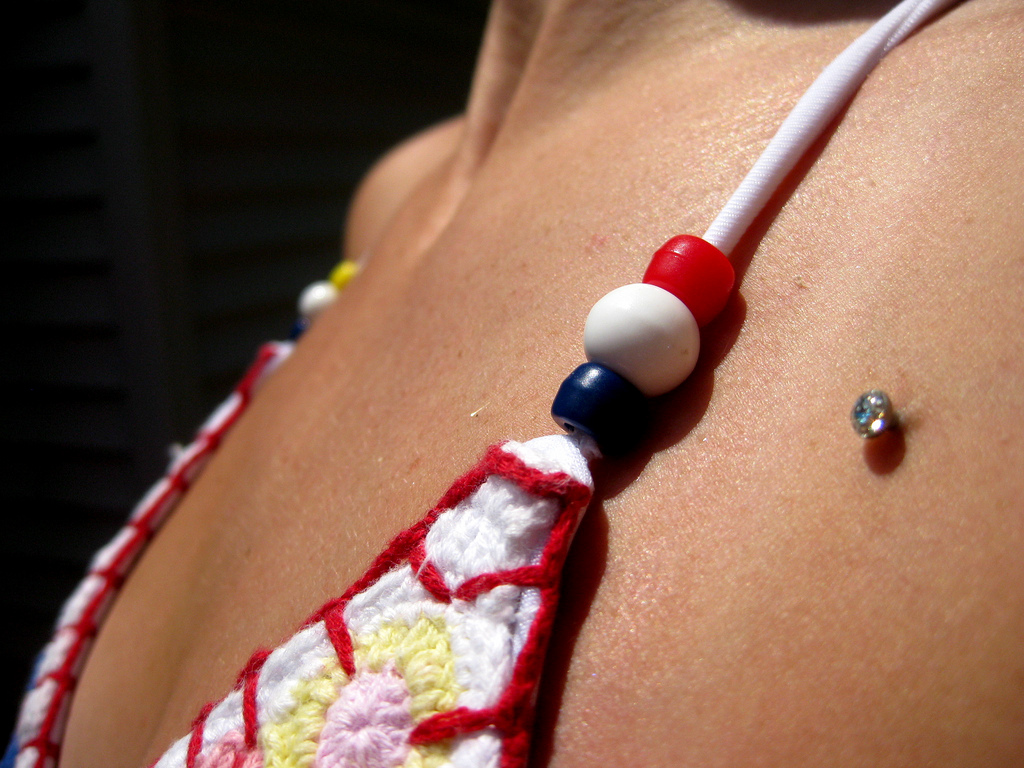
Transdermales Implantat unterhalb der Schulter

Ein transdermales Implantat, auch Transdermal genannt, ist ein unter der Hautoberfläche liegendes Implantat. Im Implantat wird mittels eines kleinen Gewindestabes, der durch die Haut an die Oberfläche ragt, Schmuck angebracht. Kleine Varianten des Transdermals werden als Microdermal bezeichnet. Auch sie stellen eine Form der Body-Modification dar.

## Aufbau

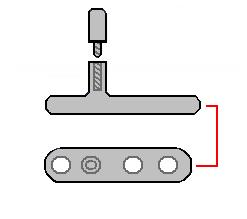
Aufbau eines Transdermal-Schmuckstücks im Profil (oben) und in der Draufsicht (unten)

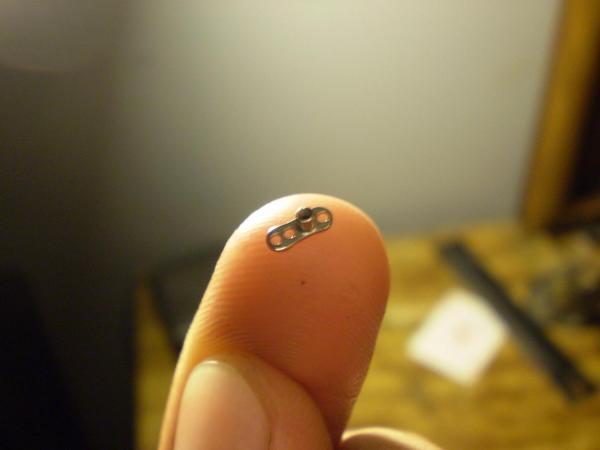
Die unter der Haut liegende Metallplatte

Transdermals bestehen aus einem Stab mit Innengewinde, der fest mit einer unter der Haut liegenden kleinen Platte verbunden ist. Das Gewinde ragt dabei durch die Haut, so dass man darauf verschiedene Aufsätze schrauben kann. Der Stab hat normalerweise einen Durchmesser von drei bis sechs Millimeter. Unter der Haut befindet sich die Platte aus Titan oder Stahl, welche für Halt sorgt. Eine Spezialform bilden die Microdermal, welche wegen ihrer geringen Größe und der meist einfachen Verheilung sehr beliebt sind.

### Einsetzen
Als Erstes wird meist die Stelle lokal betäubt. Die Inzision kann mit einer Nadel, einem Skalpell oder einem Biopsie-Punch gemacht werden. Mit einem stumpfen Werkzeug trennt der Modifier die Hautschichten und formt so eine Gewebetasche. Mit einem Dermal Punch wird das Loch für den Stab gestanzt und das Implantat eingesetzt. Für die Dauer der Heilung wird ein kurzer, flacher Aufsatz aufgeschraubt. Diese Heilungsphase wird begleitet von Schwellungen, Verfärbungen der Haut und auch leichten Schmerzen.

### Entfernen
Anders als Piercings können Microdermals nicht durch einfaches Herausschrauben vom Träger selbst entfernt werden. Microdermals lassen sich in der Regel ohne erneute Öffnung der Haut entfernen, dazu wird das Implantat mit einem speziellen Entfernungswerkzeug oder einem eingeschraubten Barbell-Piercing aus der Haut „gehebelt“. In schwierigen Fällen kann ein 1–2 mm langer Schnitt mittels Skalpell erfolgen.

## Spezialform Microdermal
Microdermals (oder auch „Dermal Anchors“, „Hautanker“, „Skinplates“ genannt) sind spezielle Transdermals. Microdermals zeichnen sich durch ihre Größe und das einfachere Einsetzen aus. Der Fuß eines Microdermals ist etwa 2,5 × 7 Millimeter groß. Auch haben Microdermals in der Regel nur einen Stift zum Befestigen des Schmucks.

## Risiken
Die Risiken sind dieselben wie bei Piercings. Allerdings könnte eine Infektion größere Folgen haben, es muss daher sehr sauber gearbeitet werden. Es sind außerdem Fälle bekannt, bei denen sich transdermale Implantate wegen Gewebe-Erosionen durch die Schädeldecke gearbeitet haben. Die Platzierung spielt dabei offenbar eine große Rolle. Es kann sich empfehlen, den Schmuck beim Sport je nach Sportart zu entfernen oder abzukleben.

## Verbreitung
Seit ihrer Einführung Mitte 2006 erfahren Microdermals einen regelrechten Boom und immer mehr Piercingstudios bieten sie an.
In der Anfangszeit wurde Nasenstecker-ähnlicher Schmuck verwendet. Eine Schlaufe unter der Haut sollte durch Einwachsen den Halt sicherstellen. Nach ersten Erfahrungen mit speziell für Transdermals hergestellten Implantaten wurde aber klar, dass damit die besseren Resultate erzielt werden. Heute gibt es mehrere Hersteller von Microdermals.
Einige Frauen tragen Mikrodermalimplantate im Dekolletee als Ersatz oder Ergänzung von Halsketten. Auch im Gesicht, z. B. als optische Verlängerung der Augen, und an den Händen oder Fingern kommen sie regelmäßig zum Einsatz. Manche ergänzen bestehende Piercings, z. B. im Nabel- und Intimbereich, oder werden in Gruppen gestochen. Ein beliebter Einsatzzweck ist die Kombination mit (bestehenden) Tätowierungen, z. B. um Augen menschlicher oder tierischer Motive darzustellen oder zentrale Punkte geometrischer Figuren hervorzuheben.